# Cyclocross Heerlen
De Cyclocross Heerlen is een veldrit die tussen 1995 en 2015 jaarlijks werd georganiseerd in de Nederlandse gemeente Heerlen.
Eind 1995 en begin 1997, 1998 en 2002 telde de cross mee voor de UCI Wereldbeker. In 1999, 2004 en 2010 werden de Nederlandse kampioenschappen veldrijden op dit parcours gehouden. In 2016 werd de wedstrijd niet meer georganiseerd wegens geldgebrek. In december 2017 werd onder winterse omstandigheden, een regionale wedstrijd op het parkoers verreden, die meedeed voor de Limburgcross competitie.
De veldritten werden verreden op het voormalige motorcrosscircuit het Hellegat, dat in 1969 met bulldozers werd aangelegd op het geaccidenteerde terrein van Hoeve Corisberg bij Sportpark Kaldeborn in de wijk Caumer te Heerlerbaan. Het circuit zou tot 1990 het strijdtoneel zijn van motorcrossen van nationaal, internationaal en Grand Prix niveau. Als het had geregend, dan werd het voor veel deelnemers onmogelijk om de steile lösshellingen op te rijden. Om glijpartijen te voorkomen werd voor de veldrijders op de lastigste helling een lange trap aangelegd.